# Grallaria alvarezi
El tororoí chamí (Grallaria alvarezi) es una especie de ave paseriforme de la familia Grallariidae, perteneciente al numeroso género Grallaria. Fue descrito para la ciencia en el año 2020 y es endémico de los Andes occidentales de Colombia.

## Distribución y hábitat
Se distribuye por la cadena occidental de los Andes de Colombia, desde Paramillo, en el noroeste de Antioquia, hacia el sur hasta el noroeste de Cauca, en altitudes entre 2350 y 3650 m.

## Sistemática

### Descripción original
La especie G. alvarezi fue descrita por primera vez por los ornitólogos Andrés M. Cuervo, Carlos Daniel Cadena, Morton L. Isler & R. Terry Chesser en 2020 bajo el mismo nombre científico; la localidad tipo es: «vda. La Cumbre, Pueblo Rico, Parque nacional natural Tatamá, elevación: 2620–2680 m, 5°9'29"N, 76°1'0"W, Risaralda, Colombia». El holotipo, una hembra adulta,  IAVH 13358, fue colectado el 23 de agosto de 2004 y se encuentra depositado en el Instituto Alexander von Humboldt de Bogotá.

### Etimología
El nombre genérico femenino «Grallaria» deriva del latín moderno «grallarius»: que camina sobre zancos; zancudo; y el nombre de la especie «alvarezi», conmemora al ornitólogo colombiano Mauricio Álvarez Rebolledo. El nombre común «chamí» conmemora a la comunidad indígena Emberá-Chamí, que habita las laderas de los Andes occidentales norteños; «chamí», en idioma emberá, significa montaña.

### Taxonomía
Los trabajos de Isler et al. (2020) estudiaron las diversas poblaciones del complejo Grallaria rufula, que se distribuye por las selvas húmedas montanas andinas desde el norte de Colombia y adyacente Venezuela hasta el centro de Bolivia. Sus plumajes son generalmente uniformes variando del leonado al canela, y cambian sutilmente en la tonalidad y la saturación a lo largo de su distribución. En contraste, se encontraron diferencias substanciales en las vocalizaciones entre poblaciones geográficamente aisladas o parapátricas. Utilizando una amplia filogenia molecular, y con base en las diferencias diagnósticas en la vocalización, y en el plumaje donde pertinente, los autores identificaron dieciséis poblaciones diferentes al nivel de especies, siendo tres ya existentes (G. rufula, G. blakei y G. rufocinerea), siete previamente designadas como subespecies (una de ellas, G. saturata, resucitada) y, notablemente, seis nuevas especies, entre las cuales la presente.